# Lattoglobulina
La lattoglobulina è la principale proteina del siero di latte di mucca e di pecora (~ 3 g / l), ed è presente anche in molte altre specie di mammiferi. Ne sono una notevole eccezione gli esseri umani. 
La sua struttura, proprietà e ruolo biologico sono stati rivisti più volte, e tuttora rimangono non chiari. Diverse varianti genetiche sono state identificate, i principali nella mucca, e sono stati denominati A e B. A causa della sua abbondanza e facilità di purificazione, è stato sottoposto ad una vasta gamma di studi biofisici. La sua struttura è stata determinata attraverso la cristallografia a raggi X e NMR.
Diversamente dalle altre proteine del siero di latte, nessuna chiara funzione è stata identificata, sebbene si leghi a diverse molecole idrofobe, suggerendo il suo ruolo nel trasporto. L'idea principale è che la molecola esista principalmente come fonte di cibo. 
| Controllo di autorità | LCCN (EN) sh2009005156 · GND (DE) 4166377-9 · J9U (EN, HE) 987007540757805171 |